# Murilo Paiva
Murilo Paiva, (Lavras, Minas Gerais) foi um veterano de guerra brasileiro que combateu na Itália, junto à Força Expedicionária Brasileira durante Segunda Guerra Mundial.
Paiva integrou o 11º Regimento de Infantaria, embarcando para a Europa em setembro de 1944, no posto de sargento. Na Itália esteve em Monte Castelo e participou da tomada de Montese.
Foi promovido ao posto de Capitão e transferido para Reserva em maio de 1967.

## Condecorações
- Cruz de Combate de 2ª Classe[6]
- Medalha de Campanha[6]
- Medalha de Guerra[6]